# Cantorchilus
Cantorchilus — рід горобцеподібних птахів родини воловоочкових (Troglodytidae). Представники цього роду мешкають в Мексиці, Центральній і Південній Америці. Раніше їх відносили до роду Поплітник (Thryothorus), однак за результатами молекулярно-філогенетичного дослідження вони були переведені до відновленого роду Thryophilus

## Види
Виділяють дванадцять видів:
- Поплітник садовий (Cantorchilus modestus)
- Поплітник східний (Cantorchilus zeledoni)[7]
- Поплітник панамський (Cantorchilus elutus)[8][7]
- Поплітник амазонійський (Cantorchilus leucotis)
- Поплітник світлощокий (Cantorchilus superciliaris)
- Поплітник болівійський (Cantorchilus guarayanus)
- Поплітник довгодзьобий (Cantorchilus longirostris)
- Поплітник сірий (Cantorchilus griseus)
- Поплітник смугастий (Cantorchilus semibadius)
- Поплітник каштановий (Cantorchilus nigricapillus)
- Поплітник бурий (Cantorchilus thoracicus)
- Поплітник смугастогорлий (Cantorchilus leucopogon)

## Етимологія
Наукова назва роду Cantorchilus походить від сполучення слів лат. canere — співати і ορχιλος — волове очко.